# Публий Скантиний
Публий Скантиний (лат. Publius Scantinius; умер в 216 году до н. э.) — римский аристократ, член жреческой коллегии понтификов. Упоминается только в одном источнике — «Истории Рима от основания города» Тита Ливия. Известно, что он состоял в жреческой коллегии понтификов (дата избрания не названа) и умер в 216 году до н. э. На его место позже был избран Квинт Цецилий Метелл.